# Latrodectus katipo
Latrodectus katipo är en spindelart som beskrevs av Powell 1871. Latrodectus katipo ingår i släktet änkespindlar, och familjen klotspindlar. Inga underarter finns listade i Catalogue of Life.